# أشتون مورغان
اشتون مورغان (9 فبراير 1991 بتورونتو في كندا - ) هو لاعب كرة قدم كندي في مركز الدفاع. شارك مع منتخب كندا تحت 20 سنة لكرة القدم ومنتخب كندا لكرة القدم. أما مع النوادي، فقد لعب مع نادي تورونتو وToronto FC II ‏.

## روابط خارجية
- اشتون مورغان على موقع الدوري الأمريكي (الإنجليزية)
- اشتون مورغان على موقع قاعدة بيانات كرة القدم.إي يو (الإنجليزية)
- اشتون مورغان على موقع ناشيونال فوتبول تيمز (الإنجليزية)
- اشتون مورغان على موقع Soccerway.com (الإنجليزية)
- اشتون مورغان على موقع عالم كرة القدم.نت (الإنجليزية)
- اشتون مورغان على موقع AS.com (الإسبانية)